# Sphyraenops
Sphyraenops is een monotypisch geslacht van straalvinnige vissen uit de familie van diepwaterkardinaalbaarzen (Epigonidae).

## Soort
- Sphyraenops bairdianus Poey, 1861